# 無懈可擊 (奧利·莫爾斯專輯)
無懈可擊（英語：Never Been Better）是英國歌手奧利·莫爾斯的第四張錄音室專輯，由Epic Records在2014年11月21日發行於愛爾蘭，11月24日發行在英國。無懈可擊在英國專輯排行榜上奪得首位，並被英國唱片業協會認證為白金唱片。專輯也在愛爾蘭的排行榜進入前十位。2015年10月2日，莫爾斯宣布將在2015年11月30日發行無懈可擊的特別版。